# Dos cadenas para ti
Dos cadenas para ti fue un programa de La 2  de Televisión Española de 1990. El programa se emitía los domingos a las 19:30. El guion y la dirección corrían a cargo de Guillermo Summers y estaba presentado por él mismo y Susana Hernández.

## Formato
Consistía en una autopromoción de la cadena y se decía lo que iba a emitir la misma la semana siguiente tanto La 1 como La 2, todo ello aderezado con el humor e ironía que Guillermo Summers ha impregnado siempre en sus trabajos.
Dentro del programa había secciones como Telearañas, Peticiones del vidente, La bolsa, Na-Da y Colaboración periodística.